# Мотел (кратки филм)
Мотел, негде потписан и као Грофов мотел, је српски краткометражни филм из 2017. године.

## Радња
Станко одлучује да изда мотел Грофа Стевице, који одлази на пут. Нажалост, не дочепа се свега што је замислио, па у мотел долазе  демони ( смртни греси) – Харон, Војо, Ђерман и Теја који покушавају да заузму мотел.

## Улоге
| Глумац           | Улога        |
| ---------------- | ------------ |
| Јован Вељковић   | Станко       |
| Невена Ристић    | Ана          |
| Бода Нинковић    | Гроф Стевица |
| Јово Максић      | Војо         |
| Марко Стојичић   | Ђерман       |
| Мићко Марковић   | Харон        |
| Марија Филиповић | Теја         |